# Gauntlet II
Gauntlet II is een computerspel dat werd ontwikkel en uitgegeven door Atari Games. Het spel kwam in 1986 uit als arcadespel. Later volgde release voor verschillende homecomputers. Het spel is het vervolg op Gauntlet. In dit avontuur gaat de speler door doolhoven en moet het opnemen tegen allerlei monsters en geesten. Onderweg kunnen schatten en toverdrankjes worden verzameld. De speler kan kiezen om een magiër, krijger, elf of valkyrie te zijn en moet de queeste tot een goed einde brengen.

## Platforms
| Jaar | Platform                  |
| ---- | ------------------------- |
| 1986 | Arcade                    |
| 1987 | Amstrad CPC, Commodore 64 |
| 1988 | Atari ST, ZX Spectrum     |
| 1989 | Amiga, DOS                |
| 1990 | Game Boy, NES             |
| 2007 | PlayStation 3             |

## Ontvangst
| Beoordeeld door    | Platform      | Datum            | Score |
| ------------------ | ------------- | ---------------- | ----- |
| Génération 4       | Game Boy      | november 1991    | 91%   |
| Mean Machines      | NES           | maart 1991       | 90%   |
| Power Play         | Atari ST      | juli 1988        | 80%   |
| 1UP!               | NES           | 11 februari 2007 | 80%   |
| Video Games        | NES           | maart 1991       | 80%   |
| Power Play         | NES           | mei 1991         | 78%   |
| Total! (Duitsland) | NES           | april 1996       | 75%   |
| Megablast          | NES           | 1992             | 75%   |
| Power Play         | Commodore 64  | februari 1988    | 65%   |
| IGN                | PlayStation 3 | 9 mei 2007       | 55%   |

## Trivia
- Het spel is opgenomen in het boek 1001 Video Games You Must Play Before You Die van Tony Mott.